# Il posto delle bacche
Il posto delle bacche è un romanzo d'avventura scritto dal poeta siberiano Evgenij Aleksandrovič Evtušenko.

## Trama
Il romanzo, che è diviso in ventitré capitoli, un Epilogo e un Prologo, affronta il tema del viaggio e dell'incontro ed è ambientato in Siberia durante un'estate molto calda.

Su un camion si trovano per caso riunite alcune persone: Tichon Tichonovic, il delegato per le bacche dell'Unione Regionale del Consumo di Inverno, l'autista Grisa, il raccoglitore di funghi e disegnatore di cigni su tovaglie cerate Nikanor Sergeevic, il geologo Sereza Lacugin e la giovane Ksiuta.

## Edizioni
- Evgenij Aleksandrovič Evtušenko, Il posto delle bacche, traduzione di Vera Dridso, collana Gli Struzzi, Einaudi, 1982,  p. 303, ISBN 88-06-05418-X.